# Hiến pháp Liên bang Nga
Hiến pháp Liên bang Nga (tiếng Nga: Конституция Российской Федерации, Konstitutsiya Rossiyskoy Federatsii; phát âm [kənsʲtʲɪˈtutsɨjə rɐˈsʲijskəj fʲɪdʲɪˈratsɨɪ]) dựa trên sự tan rã Liên bang Cộng hòa xã hội chủ nghĩa Xô Viết, sự thông qua các bản tuyên ngôn về chủ quyền quốc gia của các nước cộng hòa thuộc Liên Xô là nền tảng tất yếu cho việc thông qua Hiến pháp mới của Liên bang Nga thay thế Hiến pháp năm 1978, phản ánh những thay đổi đã và đang diễn ra trong xã hội. Ngày 12/6/1990, Đại hội dân biểu lần thứ nhất Cộng hòa xã hội chủ nghĩa Xô – viết Liên bang Nga (Xô – viết Tối cao) đã thông qua Tuyên bố về chủ quyền quốc gia Nga, đồng thời xác định tính tất yếu của việc thông qua bản Hiến pháp mới. Tại Đại hội này, Ủy ban Hiến pháp đã được thành lập. Tháng 3/1992, bản dự thảo Hiến pháp chính thức được công bố và lấy ý kiến công chúng.
Tháng 6/1993, theo Sắc lệnh của Tổng thống Liên bang Nga, Hội nghị lập hiến đã được triệu tập nhằm hoàn chỉnh dự thảo Hiến pháp. Các hoạt động chủ yếu của hội nghị được triển khai ở 5 nhóm đại biểu. Đến tháng 11/1993, công tác tu chính dự thảo Hiến pháp đã được Hội đồng lập hiến hoàn tất với sự tham gia của các đại biểu từ các cơ quan chính quyền, đại diện các tổ chức chính trị - xã hội, các nhà khoa học, các nhà hoạt động thực tiễn...
Theo điều khoản về việc toàn dân biểu quyết đối với dự thảo Hiến pháp Liên bang Nga được phê chuẩn bởi Sắc lệnh của Tổng thống Nga, ngày 12 tháng 12 năm 1993, cuộc trưng cầu dân ý nhằm thông qua Hiến pháp đã được tổ chức. Kết quả là 54,8% số cử tri có tên trong danh sách tham gia cuộc trưng cầu và 58,4% số cử tri tham gia bỏ phiếu đã ủng hộ bản dự thảo Hiến pháp. Hiến pháp Liên bang Nga chính thức có hiệu lực vào ngày 25 tháng 12 năm 1993.

## Đặc điểm cơ bản của Hiến pháp
Hiến pháp Liên bang Nga là văn bản pháp luật chính thống, tối cao về mặt luật pháp, chính trị và tư tưởng, chiếm giữ một vị trí đặc biệt trong hệ thống pháp luật của nước Nga. Hiến pháp là văn bản duy nhất cho phép toàn thể nhân dân: sáng lập những nguyên tắc cơ bản trong việc xây dựng xã hội và nhà nước; xác định chủ thể quyền lực quốc gia và cơ chế hoạt động của chúng; xác định cơ sở Hiến pháp đối với những quyền, tự do và nghĩa vụ của con người và công dân cũng như xác lập nền tảng của hệ thống pháp luật.
Hiến pháp Liên bang Nga năm 1993 được xây dựng dựa trên các nguyên tắc như: chủ quyền nhân dân; đa nguyên về chính trị và tư tưởng trong đời sống xã hội; hỗ trợ kinh tế thị trường; dân chủ và chống chế độ chuyên quyền; tạo điều kiện phát huy tính chủ động của con người trong mọi lĩnh vực đời sống, đảm bảo mức sống tương xứng với sự bảo trợ của nhà nước.
Theo các nhà khoa học Nga, vị trí đặc biệt của Hiến pháp trong hệ thống văn bản pháp luật được thể hiện qua các tính chất sau:
• Chủ thể đặc biệt của quyền lập hiến: Hiến pháp được thông qua năm 1993 bằng việc trưng cầu dân ý toàn Nga. Sự kiện này đồng nghĩa với việc thừa nhận quyền lực tối cao của nhân dân.
• Tính chất khởi đầu (sáng lập) của quyền lập hiến: Sự thừa nhận tính chất sáng lập của các tiêu chuẩn Hiến pháp được đảm bảo bởi: trình tự đặc biệt trong việc thông qua Hiến pháp, hiệu lực pháp lý tối cao của Hiến pháp đối với hệ thống pháp luật.
• Phạm vi điều chỉnh của Hiến pháp: Hiến pháp ảnh hưởng đến mọi mặt của các quan hệ trong cộng đồng xã hội như chính trị, kinh tế, xã hội, tinh thần...
• Tính chất pháp luật đặc biệt của Hiến pháp: được thể hiện thông qua tính sáng lập, tính hợp pháp, tính tối cao trong quyền lực, tính trực tiếp của hiệu lực, tính hiện thực, có sự hiện diện của những nguyên tắc cơ bản, tính cương lĩnh, tính ổn định, tính bảo hộ đặc biệt.
1. Tính sáng lập: Hiến pháp đã đề ra các những nền tảng cơ bản của bộ máy nhà nước và xã hội, quy định về tổ chức và hoạt động của các cơ quan nhà nước quan trọng nhất, nhằm hiện thực hoá quyền lực nhà nước và thiết lập trình tự ban hành các văn bản pháp luật hiện hành cũng như xác định tính thứ bậc của chúng trong hệ thống pháp luật.
2. Tính hợp pháp: Hiến pháp được thông qua bởi hình thức trưng cầu dân ý với điều kiện tán đồng đa số.
3. Tính quyền lực tối cao: Hiến pháp có tính tối cao trên toàn lãnh thổ Liên bang Nga. Tính tối cao này đảm bảo cho quá trình hình thành nhà nước pháp quyền, cho sự tuân thủ pháp luật của nhà nước. Hiến pháp xác định định hướng phát triển xã hội và là nền tảng cho việc hình thành những mối quan hệ giữa các chủ thể liên bang.
4. Tính hiệu lực trực tiếp: Hiệu lực tối cao và trực tiếp của Hiến pháp đòi hỏi các văn bản pháp luật khác không được mâu thuẫn với Hiến pháp. Đồng thời, các cơ quan quyền lực nhà nước, các cơ quan tự quản địa phương, các cá nhân có chức trách, toàn thể công dân và các tập thể phải tuân thủ Hiến pháp. Hiến pháp cần được thực thi một cách trực tiếp mà không kèm theo bất cứ quy định cụ thể nào; tuy nhiên, nhiều chuẩn mực hiến định do tính khái quát hóa cao đòi hỏi thêm những chế định phụ và các văn bản pháp luật tương ứng.
5. Tính hiện thực: Tính hiện thực của Hiến pháp thể hiện qua sự tương thích giữa những nguyên tắc hiến định với thực tiễn các mối quan hệ xã hội; khả năng phản ánh một cách khách quan những thành quả trong các lĩnh vực chính trị, kinh tế, xã hội...; sự đảm bảo cho công dân khả năng hiện thực hoá các quyền hiến định như quyền được nhận hỗ trợ y tế, quyền được sống trong một môi trường lành mạnh v.v...
6. Sự hiện diện của các nguyên tắc cơ bản: Hiến pháp đóng vai trò định hướng sự phát triển xã hội và hệ thống pháp luật. Hiến pháp xác định chuẩn mực của hoạt động lập pháp: xác định tên gọi và hiệu lực của các văn bản pháp luật, chủ thể ban hành, trình tự thông qua cũng như danh sách các văn bản pháp luật cần được ban hành một cách tương thích với Hiến pháp.
7. Tính cương lĩnh: Những điều khoản của Hiến pháp giúp tăng cường tính định hướng đối với sự phát triển xã hội, đặc trưng cho tính thống nhất giữa mục đích tối cao của nhà nước với mỗi cá nhân và trong một phạm vi nào đó phản ánh ý tưởng toàn dân tộc. Điều này thể hiện gián tiếp trong lời mở đầu Hiến pháp, trong đó nêu rõ khát vọng đảm bảo sự thịnh vượng và phồn vinh của dân tộc Nga.
8. Tính ổn định: Quan điểm hiện đại về tính ổn định của Hiến pháp đảm bảo việc duy trì các nguyên tắc xây dựng bộ máy nhà nước và sự phát triển xã hội. Các nguyên tắc này chỉ có thể thay đổi khi hệ thống xã hội thay đổi (cách mạng xã hội); do vậy, người ta hết sức thận trọng khi tiến hành sửa đổi Hiến pháp, đặc biệt là đối với những điều khoản hiến định có liên quan đến các nguyên tắc cơ bản của chế độ Hiến pháp cũng như địa vị pháp lý cơ bản của cá nhân. Trình tự xem xét, sửa đổi và bổ sung Hiến pháp đều được quy định cụ thể.
9. Tính bảo vệ đặc biệt: Hiến pháp được toàn thể các cơ quan quyền lực nhà nước bảo vệ dưới các hình thức pháp luật khác nhau. Theo khoản 2 điều 80 Hiến pháp, Tổng thống Liên bang Nga là người bảo hộ Hiến pháp, có trách nhiệm tuân thủ và bảo vệ Hiến pháp Liên bang Nga, được pháp luật trao quyền đình chỉ hoạt động các cơ quan quyền lực hành pháp của các chủ thể liên bang trong trường hợp có sự mâu thuẫn với Hiến pháp (khoản 2 điều 85). Tổng thống, Đuma Quốc gia và Hội đồng Liên bang có thể đề xướng việc xem xét tính hợp hiến của các văn bản pháp luật trước Toà án Hiến pháp Liên bang (khoản 2 điều 125).

## Cấu trúc của Hiến pháp
Hiến pháp Liên bang Nga năm 1993 có cấu trúc thống nhất; bao gồm lời mở đầu và hai phần: phần thứ nhất bao gồm 9 chương với 137 điều, phần thứ hai bao gồm 9 điều về "điều khoản kết thúc và chuyển tiếp".
- Lời mở đầu: Điểm đặc biệt về cấu trúc của Hiến pháp Liên bang Nga năm 1993 thể hiện ở chỗ lời mở đầu không được giới thiệu như một phần riêng trong mục lục xuất bản. Lời mở đầu là lời hiệu triệu cộng đồng đa sắc tộc Nga trong việc thông qua Hiến pháp và là lời tuyên ngôn những ý tưởng cơ bản, minh chứng cho khát vọng đạt được những giá trị dân chủ, nhân văn, hoà bình và dân quyền, đảm bảo sự thịnh vượng và hạnh phúc dân tộc, sự bình đẳng và quyền dân tộc tự quyết. Lời mở đầu đồng thời cũng nhấn mạnh việc bảo tồn tính thống nhất quốc gia từ lịch sử lâu đời, phục hưng cương vị quốc gia trong cộng đồng quốc tế. Tuy nhiên, tính chất quy phạm của lời mở đầu vẫn là đề tài gây tranh luận giữa các nhà Hiến pháp học Nga.